# Fibra de Rosenthal

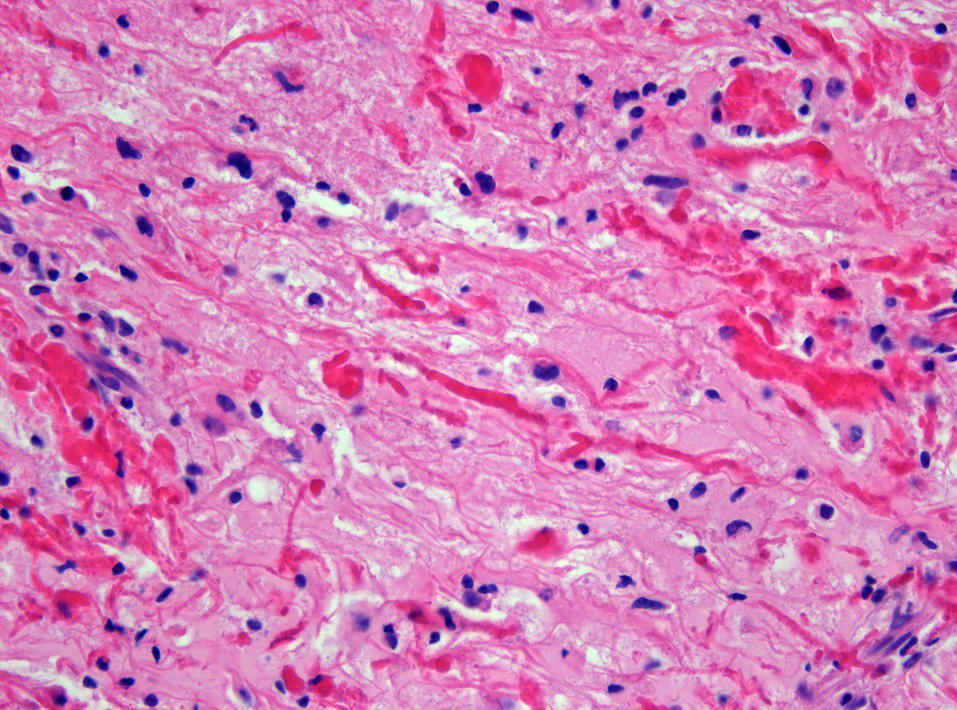
Fibras de Rosenthal. Tinción hematoxilina-eosina mostrando las estructuras alargadas eosinofílicas en un caso de astrocitoma pilocítico. Aumento del 400%.

La fibra de Rosenthal es un haz grueso, alargado, con un contorno irregular y en forma de espiral eosinofílico que aparece en la tinción hematoxilina-eosina del cerebro en presencia de gliosis de larga evolución, en ocasiones tumores, y algunos desórdenes metabólicos.
Son características también del astrocitoma pilocítico cerebeloso, también como respuesta cerebral reactiva adyacente al craneofaringioma o a las cavidades siringeas, y como consecuencia de la enfermedad de Alexander (leucodistrofia) se encuentran abundantemente en zonas periventriculares, perivasculares y subpiales.

## Condiciones asociadas
Su presencia se asocia o bien al astrocitoma pilocítico (más común) o a la enfermedad de Alexander (una rara leucodistrofia). También se pueden ver en el contexto de la fucosidosis.

## Composición
Las fibras se encuentran en procesos astrocíticos y se cree que son grupos de filamentos intermedios de proteínas.
Sus componentes incluyen proteína fibrilar acídica de la glia.